# Fotbal na Letních olympijských hrách 1936
Fotbalový turnaj na Letních olympijských hrách 1936 byl šestý oficiální fotbalový turnaj na olympijských hrách. Vítězem se stala italská fotbalová reprezentace.

## První kolo
| 3. srpna 1936 17:30 |       |     |                                                              |
| Itálie              | 1 : 0 | USA | Poststadion, Berlín diváci: 9 000 rozhodčí: Carl Weingartner |
| Frossi 58'          |       |     | Poststadion, Berlín diváci: 9 000 rozhodčí: Carl Weingartner |

| 3. srpna 1936 17:30                        |       |         |                                                                |
| Norsko                                     | 4 : 0 | Turecko | Mommsenstadion, Berlín diváci: 8 000 rozhodčí: Giuseppe Scarpi |
| Martinsen 30', 70' Brustad 53' Kvammen 80' |       |         | Mommsenstadion, Berlín diváci: 8 000 rozhodčí: Giuseppe Scarpi |

| 4. srpna 1936 17:30             |       |                  |                                                                 |

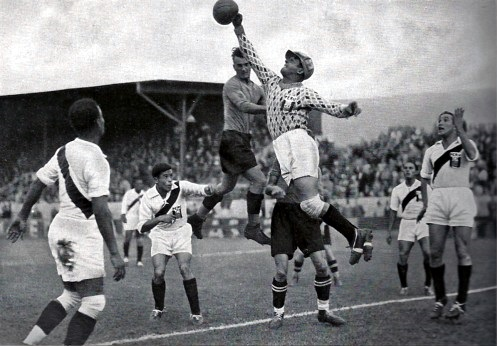
Moment ze zápasu Peru a Rakouska

| Japonsko                        | 3 : 2 | Švédsko          | Hertha-BSC-Platz, Berlín diváci: 5 000 rozhodčí: Wilhelm Peters |
| Kamo 49' Ukon 62' Matsunaga 85' |       | Persson 24', 37' | Hertha-BSC-Platz, Berlín diváci: 5 000 rozhodčí: Wilhelm Peters |

| 4. srpna 1936 17:30                                                        |       |             |                                                              |
| Německo                                                                    | 9 : 0 | Lucembursko | Poststadion, Berlín diváci: 12 000 rozhodčí: Pál von Hertzka |
| Urban 16', 54', 75' Simetsreiter 32', 48', 74' Gauchel 49', 89' Elbern 76' |       |             | Poststadion, Berlín diváci: 12 000 rozhodčí: Pál von Hertzka |

| 5. srpna 1936 17:30     |       |          |                                                               |
| Polsko                  | 3 : 0 | Maďarsko | Poststadion, Berlín diváci: 5 000 rozhodčí: Raffaele Scorzoni |
| Gad 12', 27' Wodarz 88' |       |          | Poststadion, Berlín diváci: 5 000 rozhodčí: Raffaele Scorzoni |

| 5. srpna 1936 17:30         |       |          |                                                                    |
| Rakousko                    | 3 : 1 | Egypt    | Mommsenstadion, Berlín diváci: 6 000 rozhodčí: Arthur James Jewell |
| Steinmetz 4', 65' Laudon 7' |       | Sakr 85' | Mommsenstadion, Berlín diváci: 6 000 rozhodčí: Arthur James Jewell |

| 6. srpna 1936 17:30                                   |       |                                           |                                                                     |
| Peru                                                  | 7 : 3 | Finsko                                    | Hertha-BSC-Platz, Berlín diváci: 2 500 rozhodčí: Rinaldo Barlassina |
| Fernández 17', 33', 47', 49', 70' Villanueva 21', 67' |       | Kanerva 42' (pen.) Grönlund 75' Larvo 80' | Hertha-BSC-Platz, Berlín diváci: 2 500 rozhodčí: Rinaldo Barlassina |

| 6. srpna 1936 17:30 |       |      |                                                            |
| Velká Británie      | 2 : 0 | Čína | Mommsenstadion, Berlín diváci: 8 000 rozhodčí: Helmut Fink |
| Doods 55' Finch 65' |       |      | Mommsenstadion, Berlín diváci: 8 000 rozhodčí: Helmut Fink |

## Čtvrtfinále
| 7. srpna 1936 17:30                                        |       |          |                                                             |
| Itálie                                                     | 8 : 0 | Japonsko | Mommsenstadion, Berlín diváci: 8 000 rozhodčí: Otto Ohlsson |
| Frossi 14', 75', 80' Biagi 32', 57', 81', 82' Cappelli 89' |       |          | Mommsenstadion, Berlín diváci: 8 000 rozhodčí: Otto Ohlsson |

| 7. srpna 1936 17:30 |       |                 |                                                                       |
| Německo             | 0 : 2 | Norsko          | Poststadion, Berlín diváci: 55 000 rozhodčí: Arthur Willoughby Barton |
|                     |       | Isaksen 7', 83' | Poststadion, Berlín diváci: 55 000 rozhodčí: Arthur Willoughby Barton |

| 8. srpna 1936 17:30                   |       |                                       |                                                          |
| Polsko                                | 5 : 4 | Velká Británie                        | Poststadion, Berlín diváci: 6 000 rozhodčí: Rudolf Eklow |
| Gad 33' Wodarz 43', 48', 53' Piec 56' |       | Clements 26' Shearer 71' Joy 78', 80' | Poststadion, Berlín diváci: 6 000 rozhodčí: Rudolf Eklow |

| 8. srpna 1936 17:30                            |                  |                          |                                                                      |
| Peru                                           | 4 : 2 (prodl.) 1 | Rakousko                 | Hertha-BSC Platz, Berlín diváci: 5 000 rozhodčí: Thoralf Kristiansen |
| Alcade 75' Villanueva 81', 117' Fernández 119' |                  | Wergin 23' Steinmetz 37' | Hertha-BSC Platz, Berlín diváci: 5 000 rozhodčí: Thoralf Kristiansen |

Opakovaný zápas
| 10. srpna 1936 17:30 |             |          |                               |
| Peru                 | kontumace 1 | Rakousko | Poststadion, Berlín diváci: 0 |
|                      |             |          | Poststadion, Berlín diváci: 0 |

1 Kvůli invazi rakouských fanoušků na hřiště byl výsledek zápasu zpětně zrušen a bylo nařízeno jeho opakování. Peru s tímto rozhodnutím nesouhlasilo, a tak bylo vyloučeno z turnaje.

## Semifinále
| 10. srpna 1936 17:00 |                |             |                                                                        |
| Itálie               | 2 : 1 (prodl.) | Norsko      | Olympiastadion Berlín, Berlín diváci: 95 000 rozhodčí: Pál von Hertzka |
| Negro 15' Frossi 96' |                | Brustad 58' | Olympiastadion Berlín, Berlín diváci: 95 000 rozhodčí: Pál von Hertzka |

| 11. srpna 1936 17:00                |       |         |                                                                                 |
| Rakousko                            | 3 : 1 | Polsko  | Olympiastadion Berlín, Berlín diváci: 82 000 rozhodčí: Arthur Willoughby Barton |
| Kainberger 14' Laudon 55' Mandl 88' |       | Gad 73' | Olympiastadion Berlín, Berlín diváci: 82 000 rozhodčí: Arthur Willoughby Barton |

## O 3. místo
| 13. srpna 1936 16:00  |       |                              |                                                                      |
| Norsko                | 3 : 2 | Polsko                       | Olympiastadion Berlín, Berlín diváci: 95 000 rozhodčí: Alfred Birlem |
| Brustad 15', 21', 84' |       | Wodarz 5' Peterek 24' (pen.) | Olympiastadion Berlín, Berlín diváci: 95 000 rozhodčí: Alfred Birlem |

## Finále
| 15. srpna 1936 16:00 |                |                |                                                                     |
| Itálie               | 2 : 1 (prodl.) | Rakousko       | Olympiastadion Berlín, Berlín diváci: 85 000 rozhodčí: Peco Bauwens |
| Frossi 70', 92'      |                | Kainberger 79' | Olympiastadion Berlín, Berlín diváci: 85 000 rozhodčí: Peco Bauwens |

## Medailisté
| Zlato   | Itálie   |
| Stříbro | Rakousko |
| Bronz   | Norsko   |